# Funzione di partizione (meccanica statistica)
In meccanica statistica, la funzione di partizione è una quantità che esprime le proprietà statistiche di un sistema in equilibrio termodinamico. Si tratta di una funzione della temperatura ed altri parametri, come il volume che racchiude il gas. Molte delle variabili termodinamiche del sistema, come l'energia totale, l'energia libera, l'entropia e la pressione, possono essere espresse nei termini della funzione di partizione o delle sue derivate.
Vi sono in realtà varie tipologie differenti di funzioni di partizione, ciascuna corrispondente a tipi diversi di insieme statistico o, in modo equivalente, a diversi tipi di energia libera. La funzione di partizione canonica si applica all'insieme canonico, in cui il sistema può scambiare calore con l'ambiente tenendo costanti temperatura, volume e numero di particelle. La funzione di partizione gran canonica si applica all'insieme gran canonico, in cui il sistema può scambiare sia calore che particelle con l'ambiente, a temperatura, volume e potenziale chimico costante. Altri tipi di funzioni di partizione possono essere definite per circostanze differenti.

## Funzione di partizione canonica
La funzione di partizione è una funzione della temperatura {\displaystyle T} e dei microstati di energia {\displaystyle E_{i}}. I microstati sono determinati da altre variabili termodinamiche, come il numero di particelle ed il volume, oppure le quantità microscopiche come la massa delle particelle costituenti. Con un modello dei costituenti microscopici di un sistema si possono calcolare le energie dei vari microstati, e così la funzione di partizione, che permette a sua volta di calcolare tutte le altre proprietà termodinamiche del sistema.
La funzione di partizione, spesso indicata con {\displaystyle Z}, può essere legata alle proprietà termodinamiche perché ha un significato statistico molto importante. La probabilità {\displaystyle P_{j}} che il sistema occupi il microstato {\displaystyle j} è:
{\displaystyle P_{j}={\frac {1}{Z}}e^{-\beta E_{j}}.}
Questo è il noto fattore di Boltzmann. La funzione di partizione gioca così il ruolo di una costante di normalizzazione, che non dipende da {\displaystyle j}, assicurando che la somma delle probabilità sia {\displaystyle 1}:
{\displaystyle \sum _{j}P_{j}={\frac {1}{Z}}\sum _{j}e^{-\beta E_{j}}={\frac {1}{Z}}Z=1.}
Questa è la ragione per cui {\displaystyle Z} è detta "funzione di partizione": essa codifica come le probabilità sono distribuite (ripartite) tra i diversi microstati, a seconda della loro energia individuale. La lettera {\displaystyle Z} sta per la parola tedesca Zustandssumme, "somma degli stati".

### Definizione in meccanica statistica quantistica
Supponiamo di avere un sistema termodinamicamente ampio in costante contatto termico con l'ambiente, che ha temperatura {\displaystyle T}, ed il cui volume e numero di particelle restano costanti. Questo tipo di sistema è detto insieme canonico. Si indichino gli stati esatti (microstati) che il sistema può assumere con {\displaystyle j} ({\displaystyle j=1,\;2,\;3,\;\ldots }) , e si denoti l'energia totale del sistema quando esso si trova nel microstato {\displaystyle j} con {\displaystyle E_{j}}. In generale, questi microstati possono essere considerati come stati quantici discreti del sistema.
La funzione di partizione canonica è
{\displaystyle Z=\sum _{j}e^{-\beta E_{j}}}
dove la "temperatura inversa" {\displaystyle \beta } è definita convenzionalmente come:
{\displaystyle \beta \equiv {\frac {1}{k_{B}T}}}
in cui {\displaystyle k_{B}} denota la costante di Boltzmann. Talvolta si utilizza la degenerazione degli stati e la funzione di partizione diventa:
{\displaystyle Z=\sum _{j}g_{j}\cdot e^{-\beta E_{j}}},
dove {\displaystyle g_{j}} è il fattore di degenerazione.
In meccanica quantistica, la funzione di partizione può essere scritta più formalmente come una traccia sullo spazio di stato (che è indipendente dalla scelta della base):
{\displaystyle Z=\operatorname {tr} (e^{-\beta H})}
dove {\displaystyle H} è l'operatore quantistico Hamiltoniano. L'esponenziale di un operatore può essere definito, per pure considerazioni fisiche, usando la serie esponenziale.

### Definizione in meccanica statistica classica
Nella meccanica statistica classica, non è esatto esprimere la funzione di partizione come somma di termini discreti, come finora è stato fatto. Nella meccanica classica, le variabili legate alla posizione ed al momento di una particella possono variare continuamente, cosicché l'insieme dei microstati non è numerabile. In questo caso, alcune volte devono essere adottate forme di approssimazione, che servono a trattare due stati meccanici come lo stesso microstato a patto che le differenze tra le variabili legate alla loro posizione ed al momento non sono troppo evidenti. La funzione di partizione assume quindi la forma di un integrale. Per esempio, la funzione di partizione di un gas formato da {\displaystyle N} particelle classiche in {\displaystyle 3} dimensioni è:
{\displaystyle Z={\frac {1}{N!h^{3N}}}\int \,\exp {\biggl (}-\beta \sum _{a=1}^{N}H({\textbf {p}}_{a},{\textbf {x}}_{a}){\biggr )}\;\mathrm {d} ^{3}p_{1}\cdots \mathrm {d} ^{3}p_{N}\,\mathrm {d} ^{3}x_{1}\cdots \mathrm {d} ^{3}x_{N}}
dove {\displaystyle h} è una qualche quantità infinitesimale con le unità di azione (di solito si prende la costante di Planck, per motivi di coerenza con la meccanica quantistica), e {\displaystyle H} è la classica Hamiltoniana di una singola particella. La ragione del fattore {\displaystyle N!} è spiegata sotto. Per semplicità, in questo articolo si userà la forma discreta della funzione di partizione, ma i risultati ottenuti si applicherabbero egualmente bene alla forma continua..

### Calcolo dell'energia termodinamica totale
Al fine di dimostrare l'utilità della funzione di partizione, si calcoli il valore termodinamico dell'energia totale. Si tratta semplicemente del valore atteso, o insieme medio per l'energia, che è la somma dei microstati energetici soppesati in base alla loro probabilità:
{\displaystyle \langle E\rangle =\sum _{j}E_{j}P_{j}={\frac {1}{Z}}\sum _{j}E_{j}e^{-\beta E_{j}}=-{\frac {1}{Z}}{\frac {\partial }{\partial \beta }}Z(\beta ,E_{1},E_{2},\cdots )=-{\frac {\partial \ln Z}{\partial \beta }}}
o, in maniera equivalente,
{\displaystyle \langle E\rangle =k_{B}T^{2}{\frac {\partial \ln Z}{\partial T}}.}
A tal proposito, si deve notare che se i microstati energetici dipendono dal parametro {\displaystyle \lambda } secondo l'equazione
{\displaystyle E_{j}=E_{j}^{(0)}+\lambda A_{j}\qquad \forall \;j}
allora il valore atteso di {\displaystyle A} è:
{\displaystyle \langle A\rangle =\sum _{j}A_{j}P_{j}=-{\frac {1}{\beta }}{\frac {\partial }{\partial \lambda }}\ln Z(\beta ,\lambda ).}
Questo ci permette con un artificio di calcolare i valori attesi di molte quantità microscopiche. Sommando artificialmente la quantità al microstato energetico (o, per usare il linguaggio specifico, all'Hamiltoniana), si calcoli la nuova funzione di partizione ed il valore atteso, quindi si ponga {\displaystyle \lambda =0} nell'espressione finale. Questo è analogo al metodo del campo sorgente usato nella formula di integrazione path della teoria quantistica dei campi.

### Relazione con le variabili termodinamiche
Le relazioni che intercorrono tra la funzione di partizione e le variabili termodinamiche possono essere ricavate usando il metodo della sezione precedente e le varie relazioni termodinamiche.
Come si è già spiegato, l'energia termodinamica è
{\displaystyle \langle E\rangle =-{\frac {\partial \ln Z}{\partial \beta }}.}
La varianza nell'energia (o fluttuazione dell'energia) è
{\displaystyle \langle (\delta E)^{2}\rangle \equiv \langle (E-\langle E\rangle )^{2}\rangle ={\frac {\partial ^{2}\ln Z}{\partial \beta ^{2}}}.}
L'entalpia è:
{\displaystyle H=-{\frac {\partial \ln Z}{\partial \beta }}+k_{B}TV{\frac {\partial {\ln Z}}{\partial {V}}}.}
La capacità termica è:
{\displaystyle C_{v}={\frac {\partial \langle E\rangle }{\partial T}}={\frac {1}{k_{B}T^{2}}}\langle \delta E^{2}\rangle .}
L'entropia è:
{\displaystyle S\equiv -k_{B}\sum _{j}P_{j}\ln P_{j}=k_{B}(\ln Z+\beta \langle E\rangle )={\frac {\partial }{\partial T}}(k_{B}T\ln Z)=-{\frac {\partial A}{\partial T}}}
dove {\displaystyle A} è l'energia libera di Helmholtz definita come {\displaystyle A=U-TS}, ove {\displaystyle U=\langle E\rangle } è l'energia totale e {\displaystyle S} è l'entropia, cosicché:
{\displaystyle A=\langle E\rangle -TS=-k_{B}T\ln Z.}
L'energia libera di Gibbs è:
{\displaystyle G=-k_{B}T\ln Z+k_{B}TV{\frac {\partial {\ln Z}}{\partial {V}}}}

### Funzioni di partizione dei sottosistemi
Si pensi un sistema suddiviso in {\displaystyle N} sottosistemi con interazioni di energia trascurabili. Se le funzioni di partizione dei sottosistemi sono {\displaystyle \zeta _{1},\;\zeta _{2},\;\ldots \;,\zeta _{N}}, allora la funzione di partizione dell'intero sistema è il prodotto delle singole funzioni di partizione:
{\displaystyle Z=\prod _{j=1}^{N}\zeta _{j}}
Se i sottosistemi hanno le stesse proprietà fisiche, le loro funzioni di partizione sono uguali, {\displaystyle \zeta _{1}=\zeta _{2}=\ldots =\zeta }, nel quale caso:
{\displaystyle Z=\zeta ^{N}\ }
Comunque, vi è un'eccezione nota a questa regola. Se i sottosistemi sono formati da particelle identiche, nell'accezione della meccanica quantistica sono impossibili da distinguere anche in principio; la funzione di partizione totale dovrà allora essere divisa per un termine {\displaystyle N!} ({\displaystyle N} fattoriale):
{\displaystyle Z={\frac {\zeta ^{N}}{N!}}}
Ciò serve ad assicurare che non si è fatto un "over-count" del numero di microstati. Anche se questo sembra uno strano requisito, è in realtà necessario per preservare l'esistenza di un limite termodinamico per ogni sistema. Questo è noto come paradosso di Gibbs.

## Funzione di partizione gran canonica
In maniera simile alla definizione della funzione di partizione canonica per l'insieme canonico, si può definire la funzione di partizione gran canonica per l'insieme gran canonico, un sistema che può scambiare sia calore che particelle con l'ambiente, mantenendo costanti la temperatura {\displaystyle T}, il volume {\displaystyle V}, ed il potenziale chimico {\displaystyle \mu }. La funzione di partizione gran canonica, anche se concettualmente più complessa, semplifica il calcolo della fisica dei sistemi quantici. La funzione di partizione gran canonica {\displaystyle {\mathcal {Z}}} per un gas quantico ideale si presenta come:
{\displaystyle {\mathcal {Z}}=\sum _{N=0}^{\infty }\,\sum _{\{n_{i}\}}\,\prod _{i}e^{-\beta n_{i}(\varepsilon _{i}-\mu )}}
dove {\displaystyle N} è il numero totale di particelle nel volume {\displaystyle V}, e l'indice {\displaystyle i} varia a ogni microstato del sistema, essendo {\displaystyle n_{i}} il numero di particelle nello stato {\displaystyle i} ed {\displaystyle \varepsilon _{i}} l'energia dello stato {\displaystyle i}. {\displaystyle \left\{{n_{i}}\right\}} è l'insieme di tutti i possibili numeri di occupazione per ciascuno dei microstati come {\displaystyle \sum _{i}{n_{i}}=N}.
Per esempio, si consideri il termine {\displaystyle N=3} nella somma sopra. Un possibile insieme di numeri di occupazione potrebbe essere {\displaystyle \left\{{n_{i}}\right\}=0,1,0,2,0,\ldots } e il contributo di questo insieme di numeri di occupazione al termine {\displaystyle N=3} dovrà essere:
{\displaystyle \prod _{i}e^{-\beta n_{i}(\varepsilon _{i}-\mu )}=e^{-\beta (\varepsilon _{1}-\mu )}\,e^{-2\beta (\varepsilon _{3}-\mu )}.}
Per i bosoni, i numeri di occupazione possono assumere tutti i valori interi in modo che la loro somma sia uguale a {\displaystyle N}.  Per i fermioni, il principio di esclusione di Pauli richiede che i numeri di occupazione debbano essere {\displaystyle 0} o {\displaystyle 1}, sommati fino a {\displaystyle N}.

### Espressioni specifiche
Si dimostra che l'espressione per la funzione di partizione gran canonica è matematicamente equivalente a:
{\displaystyle {\mathcal {Z}}=\prod _{i}{\mathcal {Z}}_{i}.}
Il prodotto sopra è talvolta assunto su tutti gli stati di uguale energia, piuttosto che su ogni stato, nel cui caso le singole funzioni di partizione dovrebbero essere elevate a potenza {\displaystyle g_{i}}, dove {\displaystyle g_{i}} è il numero di ogni stato.
{\displaystyle g_{i}} è anche riferito alla "degenerazione" degli stati.
In un sistema composto da bosoni:
{\displaystyle {\mathcal {Z}}_{i}=\sum _{n_{i}=0}^{\infty }e^{-\beta n_{i}(\varepsilon _{i}-\mu )}={\frac {1}{1-e^{-\beta (\varepsilon _{i}-\mu )}}}}
ed un sistema composto di fermioni:
{\displaystyle {\mathcal {Z}}_{i}=\sum _{n_{i}=0}^{1}e^{-\beta n_{i}(\varepsilon _{i}-\mu )}=\left(1+e^{-\beta (\varepsilon _{i}-\mu )}\right).}
Nel caso di un gas di Maxwell-Boltzmann, occorre usare il "conteggio corretto di Boltzmann" e dividere il fattore Boltzmann {\displaystyle e^{-\beta (\varepsilon _{i}-\mu )}} per {\displaystyle n_{i}!}
{\displaystyle {\mathcal {Z}}_{i}=\sum _{n_{i}=0}^{\infty }{\frac {e^{-\beta n_{i}(\varepsilon _{i}-\mu )}}{n_{i}!}}=\exp \left(e^{-\beta (\varepsilon _{i}-\mu )}\right).}

### Relazione con le variabili termodinamiche
Esattamente come per la funzione di partizione canonica, la funzione di partizione gran canonica può essere usata per calcolare le variabili termodinamiche e statistiche del sistema. Come con l'insieme canonico, le quantità termodinamiche non sono fissate, ma hanno una distribuzione statistica e una media, o valore atteso.

Definendo {\displaystyle \alpha =-\beta \mu }, i numeri di occupazione più probabili sono:
{\displaystyle \langle n_{i}\rangle =-\left({\frac {\partial \ln({\mathcal {Z}}_{i})}{\partial \alpha }}\right)_{\beta ,V}={\frac {1}{\beta }}\left({\frac {\partial \ln({\mathcal {Z}}_{i})}{\partial \mu }}\right)_{\beta ,V}.}
Per le particelle di Boltzmann questo implica:
{\displaystyle \langle n_{i}\rangle =e^{-\beta (\varepsilon _{i}-\mu )}.}
Per i bosoni:
{\displaystyle \langle n_{i}\rangle ={\frac {1}{e^{\beta (\varepsilon _{i}-\mu )}-1}}.}
Per i fermioni:
{\displaystyle \langle n_{i}\rangle ={\frac {1}{e^{\beta (\varepsilon _{i}-\mu )}+1}}.}
che sono esattamente i risultati trovati usando l'insieme canonico per la statistica di Maxwell-Boltzmann, la statistica di Bose-Einstein e la statistica di Fermi-Dirac, rispettivamente. 
La degenerazione {\displaystyle g_{i}} manca dalle equazioni sopra perché l'indice {\displaystyle i} si somma sui microstati individuali piuttosto che sull'autovalore dell'energia.
Il numero totale di particelle è:
{\displaystyle \langle N\rangle =-\left({\frac {\partial \ln({\mathcal {Z}})}{\partial \alpha }}\right)_{\beta ,V}={\frac {1}{\beta }}\left({\frac {\partial \ln({\mathcal {Z}})}{\partial \mu }}\right)_{\beta ,V},}
la varianza del numero totale di particelle è:
{\displaystyle \langle (\delta N)^{2}\rangle =\left({\frac {\partial ^{2}\ln({\mathcal {Z}})}{\partial \alpha ^{2}}}\right)_{\beta ,V}.}
L'energia interna è:
{\displaystyle \langle E\rangle =-\left({\frac {\partial \ln({\mathcal {Z}})}{\partial \beta }}\right)_{\mu ,V}+\mu \langle N\rangle ,}
La varianza nell'energia interna
{\displaystyle \langle (\delta E)^{2}\rangle =\left({\frac {\partial ^{2}\ln({\mathcal {Z}})}{\partial \beta ^{2}}}\right)_{\mu ,V}.}
La pressione è:
{\displaystyle \langle P\rangle ={\frac {1}{\beta }}\left({\frac {\partial \ln({\mathcal {Z}})}{\partial V}}\right)_{\mu ,\beta },}
e l'equazione di stato meccanica
{\displaystyle \langle PV\rangle ={\frac {\ln({\mathcal {Z}})}{\beta }}.}

### Relazione col potenziale V
Nel caso di un gas non reattivo, usando l'approccio semiclassico si può scrivere (approssimativamente) l'inversa del potenziale nella forma:
{\displaystyle {\frac {1}{2i\pi }}\int _{c-i\infty }^{c+i\infty }\mathrm {d} s{\frac {Z(s)}{\sqrt {(\pi s)}}}e^{st}\sim V^{-1}(t)}
{\displaystyle s={\frac {1}{k_{B}T}}}  (valido per elevati valori di {\displaystyle T})
supponendo che l'Hamiltoniana di ogni particella sia {\displaystyle H=T+V}.
Prima che risultati specifici siano ottenuti dalla funzione di partizione gran canonica, i livelli di energia del sistema in esame devono essere specificati. Per esempio, il modello della particella nella scatola o in un oscillatore armonico mostra bene un particolare insieme di livelli di energia e costituiscono un modo conveniente per discutere le proprietà di un fluido quantico.
Questi risultati possono essere usati per consentire alla funzione di partizione gran canonica di descrivere il comportamento di un gas di Bose o gas di Fermi e per descrivere meglio un classico gas ideale. È possibile associare una temperatura generalizzata a sistemi costituiti da un piccolo numero di particelle identiche come nel caso di difetti interfacciali e pozzi quantici nei semiconduttori, nel limite di {\displaystyle N} finito sotto l'ipotesi che il sistema sia ergodico. Si parla in questo caso di insieme gran canonico quantistico finito.